# Székely László (néprajzkutató)
Székely László (Gyimesbükk,  1912. január 7. –Temesvár,  1982.)  néprajzkutató. Kutatási területe Erdély vallási néprajza.

## Életpályája
Gyimesbükkön született többgyermekes vasutascsalád gyermekekén, 1912. január 7-én. Édesapját korán elveszítette. Gyergyószentmiklóson érettségizett, majd Gyulafehérvárt teológiát végzett. 1935-ben szentelték pappá. 1947-ig több csíki faluban teljesített lelkészi szolgálatot.  Csíkszentdomokoson és Csatószegen is szolgált. 1941–1944 között a csíkszeredai római katolikus gimnáziumban tanított. 1943-tól a gimnázium alkormányzója volt.
1947-ben a kolozsvári Bolyai Tudományegyetemen történelem-földrajz szakos tanári oklevelet szerzett. A csíkkarcfalvi általános iskola igazgatójává nevezték ki. Irányításával megszervezték a Felcsíki Néprajzi Múzeumot. 1948-ban kérte laicizálását, papi hivatását feladva állami alkalmazásba lépett. 1949-ben néprajzból doktorált, majd Temesvárra költözött, ahol előbb főiskolán, majd líceumban, később általános iskolák magyar tagozatán tanított 1973-as nyugdíjazásáig.

## Munkássága
```

```

Kutatási területe Erdély vallási néprajza. A vallási néprajz iránti érdeklődése már korai írásaiban is megmutatkozott. 
Néprajzi írásai, cikkei, tanulmányai jelentek meg számos erdélyi magyar lapban, 
1944 előtt többek között a Jóbarát, Gyergyói Újság, Csíki Néplap, Vasárnapi Harangszó, Erdélyi Tudósító hasábjain. Tanulmányait közölte az Erdélyi Iskola és a Vezetők lapja.
1944 után több bukaresti lap is közölte írásait: Pionír, Jóbarát, Szabad Szó, Tanügyi Újság, Könyvtári Szemle.
Elsősorban vallási néprajzi tárgyú tanulmányai a Vigilia című magyarországi folyóiratban jelenetek meg: 
- Katolikus néprajzi emlékek az erdélyi evangélikus szászok hagyományaiban (1974. 488)
- A néphagyományokat őrző egyház (1975. 109)
- A vallási néprajz új útjai és feladatai (1976. 35)
- A csíki székelyek aszkézise (1977. 160)
- A gyimesi csángók lelki élete (1978. 166)
- Katolikus hagyományok az erdélyi református székelyek néprajzában (1978. 593)
- Szentegyházak népe (1980. 366)
- A csíki székelyek passiója (1982. 244)
- Mária eljegyzése a székelyek hagyományaiban (1983. 759)
- A háromszéki Szentföld (1983. 893)

Önálló kötetei 1944 előtt jelentek meg. Csak halála után jelent meg talán legterjedelmesebb munkája,  a csíki székelyek vallási néprajzát összefoglaló kötete: Csíki áhítat. A csíki székelyek vallási néprajza (Budapest, 1995). 
Művéből a csíki székelyek vallási életét minden életkorban, napszakban,  a teljes egyházi év során és minden helyen megismerjük.
Székely László néprajzi munkásságának jelentőségét Erdélyi Zsuzsanna, valamint  Pusztai Bertalan néprajzkutatók méltatták a kötet előszavában.
Pusztai Bertalan, a szöveg gondozója így fogalmaz:
Székely László számos néprajzi tárgyú dolgozata kéziratban maradt, ezek közül több is foglalkozik Csík néprajzával.
Az életfordulók néprajza. A paraszttársadalom alkata az életfordulók csíki néprajzában című doktori értekezése is kiadatlan maradt.  De megjelent művei is nehezen hozzáférhetőek, a néprajzos szakma is alig ismeri életművét.

## Kötetei
- Szenthelyek, ünnepnapok. Csíkszentdomokos és Balánbánya turistakalauza. Kolozsvár, 1936
- Ünneplő székelyek. Adatok a székelység vallásos néprajzához. Csíkszereda, 1943, Kolozsvár, 1944
- Áhítat a falun. Adatok Csíkszentdomokos vallásos néprajzához. Csíkszereda, 1943
- Csíki áhítat. A csíki székelyek vallási néprajza. Előszó: Erdélyi Zsuzsanna – Pusztai Bertalan.  Budapest: Szent István Társulat, 1995 (posztumusz kötet)
- Érdekes tájak a Bánságban és környékén; szerk., jegyz. Illés Mihály; Szórvány Alapítvány–Gordian, Temesvár, 2012 (Helyzet-kép-jel könyvek)
- Bánsági áhítat; fotó Czank Gábor, szöveggond. Barna Gábor, G. Tóth Péter; SZTE BTK Néprajzi és Kulturális Antropológiai Tanszéke, Szeged, 2014 (Szegedi vallási néprajzi könyvtár)